# Huub Sijen
Hubertus (Huub) Sijen (Maastricht, 21 november 1918 – Geleen, 20 februari 1965) was een Nederlands wielrenner. In de jaren negentig trad zijn kleinzoon Danny Sijen als wielrenner in zijn voetsporen.
In 1937 en 1938 werd hij als onafhankelijke wielrenner eerste bij het nationaal kampioenschap op de weg en won hij de wedstrijd Jemeppe-Namen. In 1939 werd hij professioneel wielrenner en bleef dit tot 1952. Als professional werd hij tweede in de Waalse Pijl van 1939. Verder behaalde hij een aantal ereplaatsen bij de Nederlandse kampioenschappen wielrennen.
Sijen nam deel aan de Ronde van Frankrijk 1939, 1947 en 1949, waarin hij telkens uitviel. Ook in La Vuelta van 1946 viel hij uit.

## Belangrijkste uitslagen
1938
- 1e in Nederlands Kampioenschap op de weg (onafhankelijken)
- 1e in Jemeppe-Namen

1939
- 2e in Waalse Pijl

1942
- 3e NK op de weg, elite

1944
- 2e NK op de weg, elite

1946
- 3e NK op de weg, elite

1947
- 1e in Maas-Peel Mijnkoers

1948
- 2e NK op de weg, elite
- 2e in de 5e etappe Ronde van Nederland
- 3e in de 4e etappe Ronde van Romandië

## Resultaten in voornaamste wedstrijden
| Jaar | Ronde van Italië | Ronde van Frankrijk | Ronde van Spanje |
| ---- | ---------------- | ------------------- | ---------------- |
| 1939 |                  | opgave              |                  |
| 1940 |                  |                     |                  |
| 1945 |                  |                     |                  |
| 1946 |                  |                     | opgave           |
| 1947 |                  | opgave              |                  |
| 1949 |                  | opgave              |                  |

| Jaar | Ronde van Vlaanderen | Parijs-Roubaix | Luik-Bast.‑Luik | Waalse Pijl |  | WK op de weg |
| ---- | -------------------- | -------------- | --------------- | ----------- |  | ------------ |
| 1939 |                      | 24e            |                 | ↑           |  |              |
| 1940 | 11e                  |                |                 |             |  |              |
| 1945 |                      |                | 5e              |             |  |              |
| 1946 | 15e                  |                |                 |             |  |              |
| 1947 |                      |                |                 |             |  |              |
| 1948 |                      |                |                 |             |  | 10e          |
| 1949 |                      |                |                 |             |  |              |